# We the Kings
We the Kings je americká pop punková hudební skupina, která vznikla v roce 2005 v Bradentonu na Floridě. V pětičlenné sestavě kapely jsou Travis Clark (zpěv, rytmická kytara), Hunter Thomsen (kytara), Danny Duncan (bicí), Coley O'Toole (piano) a Charles Trippy (basová kytara). Trippy přišel do kapely až v roce 2011, předtím na jeho pozici hrál Drew Thomsen.
Své první album s názvem We the Kings vydala kapela v roce 2007. Nejúspěšnějším se stal singl „Check Yes Juliet“, který získal platinové ocenění, když se ho prodalo přes 250 tisíc kusů ve Spojených státech. Album se umístilo na 151. pozici žebříčku Billboard 200. Jejich druhé album s názvem Smile Kid vyšlo v roce 2009, umístilo se na 112. pozici žebříčku Billboard 200 a přineslo dva singly „We'll Be a Dream“ (s Demi Lovato) a „Heaven Can Wait“, které se oba umístily do první čtyřicítky hitů žebříčku Billboard Pop Songs. Třetí, nejnovější studiové album se jmenuje Sunshine State of Mind a vyšlo v roce 2011. Za singl „Say You Like Me“ získala kapela cenu O Music Awards za nejvíce inovativní videoklip roku 2012.
Skupina hraje žánr, který lze definovat jako pop rock. V její hudbě převažují styly pop punk, emo pop a alternativní rock. Kapelu inspirovaly skupiny Green Day, Sum 41, New Found Glory, blink-182, Weezer, Nerf Herder, Jimmy Eat World, Sense Field, Motion City Soundtrack, The All-American Rejects, The Repacements a Saves the Day.

## Historie
Kapela We the Kings vznikla v roce 2005 v Bradentonu na Floridě (USA). Kapelu založili čtyři kamarádi od dětství zpěvák a kytarista Travis Clark, bratři Hunter (kytara) a Drew (baskytara) Thomsenovi a bubeník Danny Duncan při nástupu na střední školu. Vzápětí se k nim přidal ještě pianista Coley O'Toole a kapela se dala dohromady s producentem Bretem Disendem. Nejprve vydávali svoje písně přes hudební sociální síť PureVolume, aby získali nějaké fanoušky na internetu. Mezitím vyjednali a podepsali smlouvu s vydavatelstvím S-Curve Records.
V říjnu roku 2007 vydala kapela svoje první studiové album s názvem We the Kings, které produkovali Sam Hollander a Lou Giordano. Album se umístilo na 151. pozici žebříčku Billboard 200 a přineslo úspěšný singl „Check Yes Juliet“, který se umístil na 25. místě žebříčkou Billboard Pop Songs, resp. 70. pozici žebříčku Billboard Hot 100, a získal ocenění platinové desky, prodalo se ho ve Spojených státech přes 250 tisíc kusů.
Druhé album s názvem Smile Kid vydala kapela v roce 2009. Album se umístilo na 112. pozici v žebříčku Billboard 200. Album přineslo dva singly, první „We'll Be a Dream“, na kterém kapela zpívá společně s Demi Lovato, se umístilo na 76. pozici žebříčku Billboard Hot 100, resp. 23. pozici žebříčku Billboard Pop Songs, což je zatím nejlepší umístění kapely v této hitparádě. Druhý „Heaven Can Wait“ se taktéž umístil v popové hitparádě časopisu Billboard na 30. místě.
V roce 2011 z kapely odešel Drew Thomsen a nahradil ho Charles Trippy. 5. června 2011 pak skupina vydala své zatím nejnovější hudební album s názvem Sunshine State of Mind. Album se umístilo na 45. pozici hitparády Billboard 200 a singl „Say You Like Me“ získal cenu O Music Awards za nejvíce inovativní videoklip (Most Innovative Music Video).

## Turné

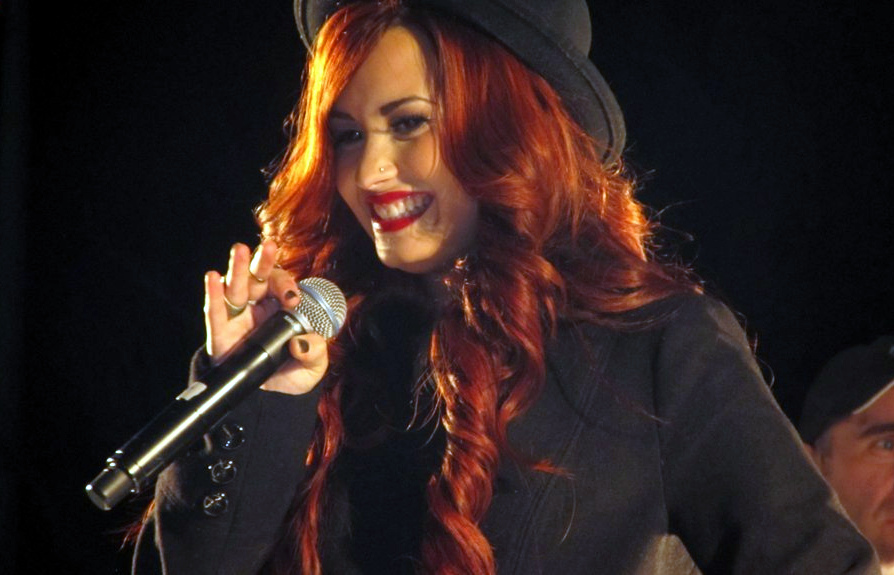
Demi Lovato při vystoupení se skupinou We the Kings v roce 2011.

### Začátky a Vans Warped Tour (2005–2008)
Na první koncertní turné vyjela kapela We the Kings v roce 2005 společně se skupinou Don't Die Cindy ještě pod původním jménem De Soto. Na konci turné si zahráli také s kapelou A Heartwell Ending. Poté, co se dali do týmu s producentem Bretem Disendem, již pod novým jménem We the Kings, si zahráli na turné s kapelou Boys Like Girls, které pomáhali s nahráním singlu „The Grat Escape“. Na jaře roku 2006 se kapela poprvé vypravila na vlastní turné, při kterém je doprovázeli kapely Valencia, The Cab, Sing It Loud a Charlotte Sometimes, v květnu a v červnu téhož roku se podívali do Spojeného království s kapelami Boys Like Girls a Cute Is What We Aim For.
Na část podzimu roku 2007 se kapela vydala na turné společně se skupinami Boys Like Girls, All Time Low a The Audition. V roce 2008 se We thi Kings přidali ke skupině Cobra Starship jako jejich doprovod, společně se skupinami Metro Station a The Cab. Kapela se zúčastnila Vans Warped Tour v roce 2008. Po jejím skončení kapela vyrazila na turné po Spojených státech a Británii s kapelami The Academy Is..., The Maine, Hey Monday a Carolina Liar.

### The Bamboozle a Hot Topic Presents: Take Action Tour (2009–2010)
V únoru roku 2009 kapela vedla turné s názvem „A Secret Valentine Tour“ se skupinami The Maine, The Cab, There for Tomorrow a VersaEmerge. V dubnu roku 2009 vyrazila skupina na Bamboozle Roadshow Tour, které zavrašila vystoupením na festivalu The Bamboozle v květnu téhož roku v East Ruthenfordu v New Jersey. Na tomto turné je doprovázely kapely Forever the Sickest Kids, The Cab, Never Shout Never a Mercy Mercedes. V červnu roku 2009 podpořili All Time Low na jejich turné společně se skupinami Cartel a Days Difference. Opět vystoupili na Vans Warped Tour. S kapelou All Time Low vyjeli znovu ještě na podzim 2009, tentokrát se skupinami Hey Monday a The Friday Night Boys.
Na začátku roku 2010 kapela vedla turné Hot Topic Presents: Take Action Tour, zde vystupovali s kapelami There for Tomorrow, A Rocket to the Moon, Mayday Parade a Stereo Skyline. We the Kings si také zahráli s kapelou New Found Glory ve Fitchburg, Massachusetts na místní univerzitě. V březnu 2010 kapela doprovázela britskou skupinu You Me at Six spolu s Forever the Sickest Kids. I v roce 2010 se kapela zúčastnila Vans Warped Tour. V dubnu roku 2010 hrála kapela We the Kings na benefičním koncertu společně s kapelou Voted Most Random v New Haven ve státě Connecticut. V červnu roku 2010 hrála kapela společně se skupinami Cartel, Jaicko, Mayday Parade, New Boyz, Shontelle a Spose na koncertě v Buffalu.

### Vyprodaný Manchester a turné po Austrálii (2011–současnost)

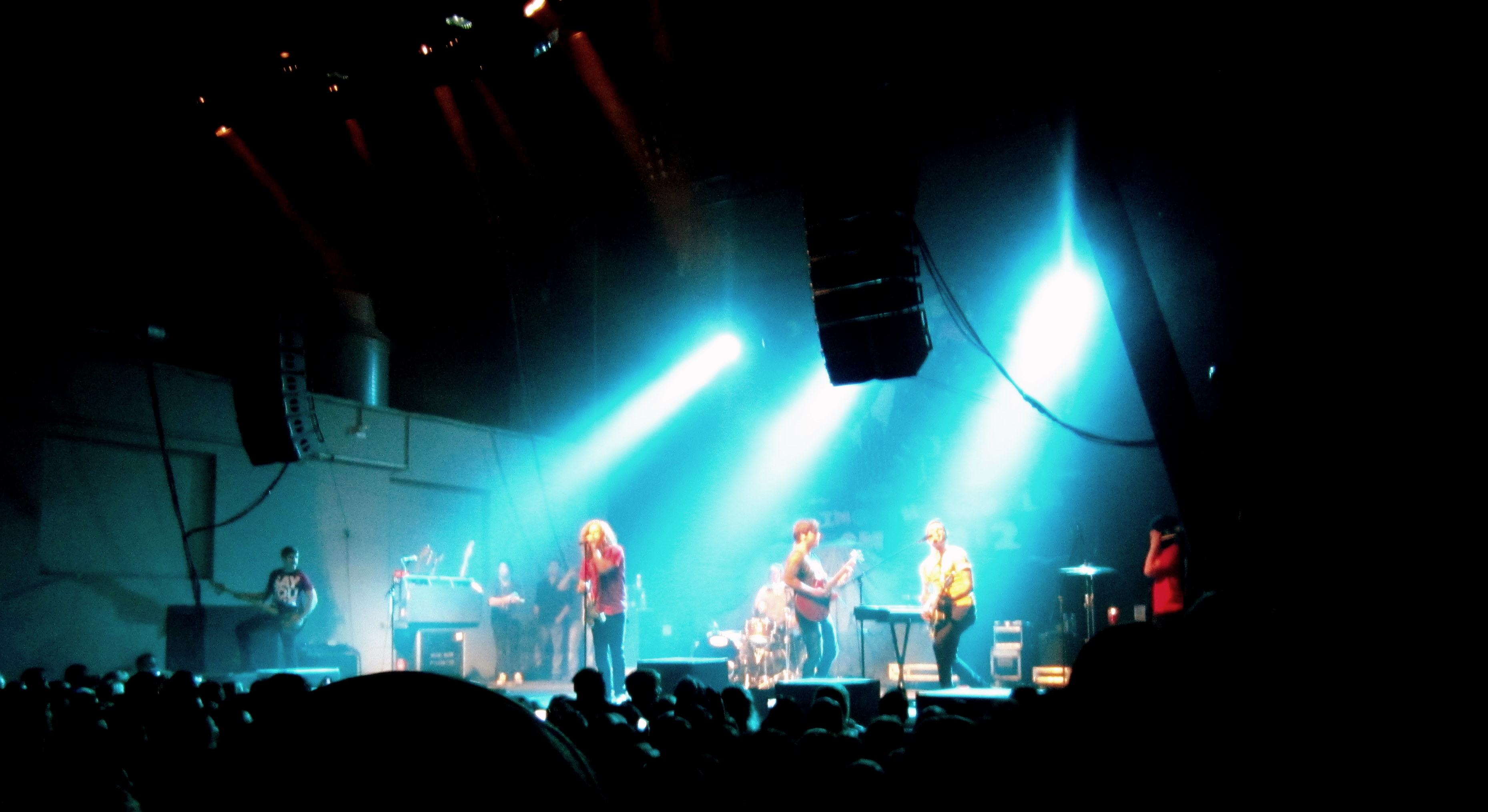
We the Kings v roce 2012 v německém Mnichově.

V první polovině února roku 2011 skupina hrála na turné po Velké Británii. Koncert v Manchesteru kapela úplně vyprodala, je to jeden z prvních koncertů, na kterých se jim to povedlo. Doprovázely je kapely VersaEmerge, All Forgotten a I See Stars. V druhé polovině února se skupina vydala na Filipíny společně s kapelami The Maine a Never Shout Never. Odtud pokračovali do Austrálie, kde vystoupili na festivalu Soundwave a na dvou koncertech v Sydney a Melbourne, vše v březnu roku 2011.
V létě roku 2011 kapela vyrazila na turné s názvem „Friday is Forever“ na podporu svého nového alba Sunshine State of Mind. Při koncertování je doprovodily kapely The Summer Set, The Downtown Fiction, Hot Chelle Rae a Action Item.
V roce 2012 se kapela podívala do Evropy, vystoupila ve Švédsku, Dánsku, Španělsku, Finsku, Švýcarsku, Nizozemsku, Německu, Francii, Rakousku, Maďarsku, Srbsku, Itálii, Portugalsku a Spojeném království. Kapela se opět vrátila na východní pobřeží Austrálie, tentokrát jako doprovod kanadské skupiny Simple Plan. Skupina vystoupila na Vans Warped Tour 2012. Na konci září vystoupí kapela na festivalu NoCAPRICHO 2012 v Sao Paulu v Brazílii.

## Diskografie
- We the Kings (2007)
- Secret Valentine EP (2008)
- Smile Kid (2009)
- Sunshine State of Mind (2011)
- Party, Fun, Love, and Radio EP (2012)
- Friday Is Forever EP (2013)
- Somewhere Somehow (2013)

## Obsazení

### Současní členové
- Travis Clark – zpěv, rytmická kytara
- Hunter Thomsen – kytara
- Danny Duncan – bicí
- Charles Trippy - baskytara
- Coley O'Toole - piano, doprovodný zpěv, kytara

### Dřívější členové
- Drew Thomsen (baskytara, do roku 2011)